# Nikolas C. G. Bischoff
Nikolas Carl Guntram Bischoff (* 4. Februar 1893 in Basel; † 21. August 1962 ebenda) war ein Schweizer Redakteur, Politiker und Oberstleutnant.

## Leben und Werk
Nikolas Carl Guntram Bischoff war ein Sohn des Juristen und Notars Carl Bischoff (1865–1922) und der Louise Hoffmann (1867–1964). Sein Onkel war der Politiker Wilhelm Bischoff (1832–1913).
Bischoff wuchs im Gellert-Quartier, später am Rheinsprung auf. Er absolvierte das Humanistische Gymnasium am Münsterplatz und schloss dieses 1911 mit der Matura ab. Er war Mitglied der Mittelschulverbindung Paedagogia Basiliensis.
Anfänglich studierte Bischoff in Zürich und München Architektur. Wegen des beginnenden Ersten Weltkrieges musste er sein Studium beenden und wurde am 1. August 1914 zum Grenzdienst einberufen. In dieser Zeit war er Hauptmann der Kompanie II/97. Als Leutnant schuf er 1917 den «Basler Regimentstag».

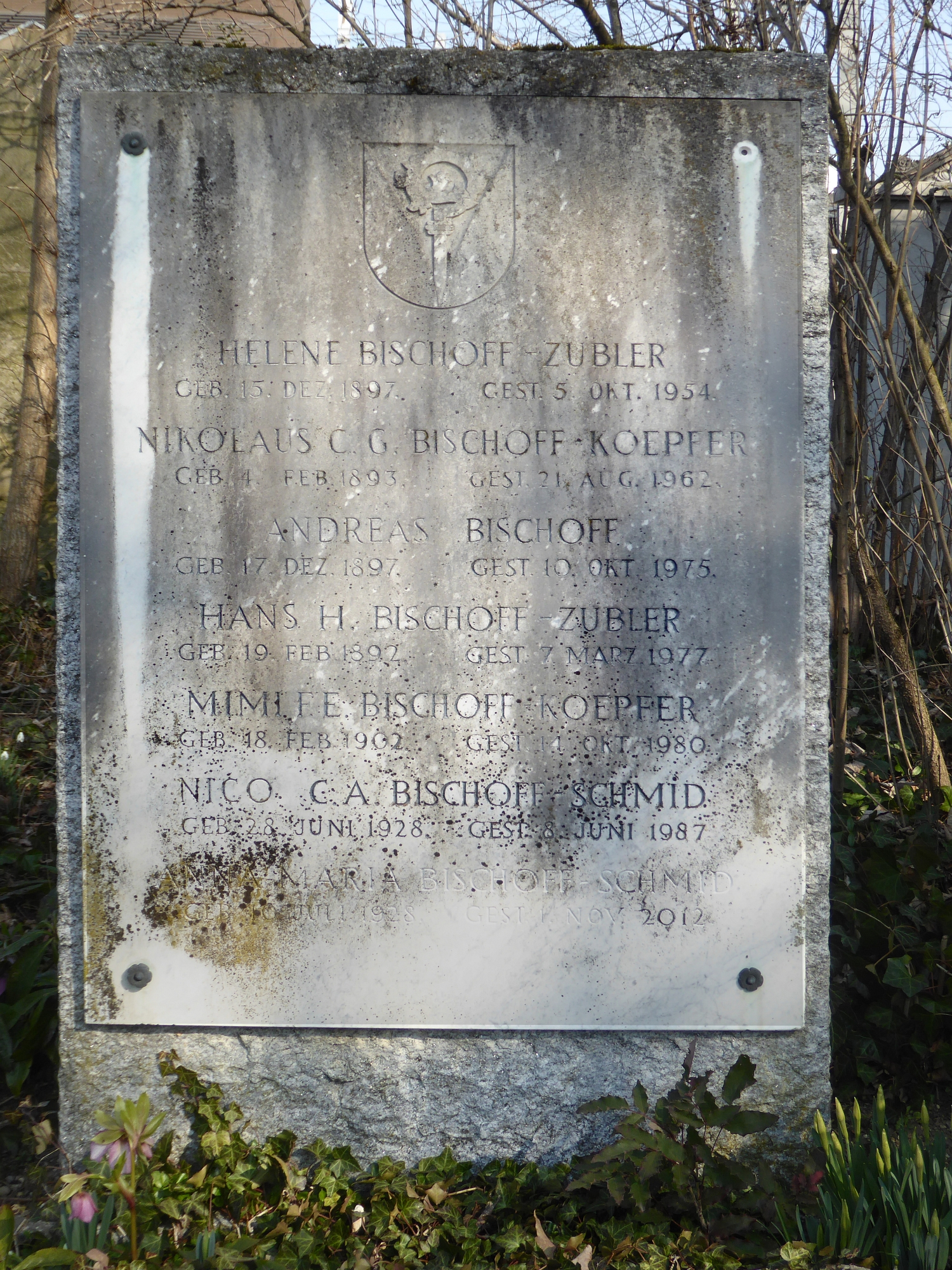
Grab auf dem Wolfgottesacker in Basel

Auf Drängen seines Vaters und aufgrund von wirtschaftlichen Schwierigkeiten entschloss sich Bischoff gegen den Beruf des Architekten. In der Folge war er von 1918 bis 1920 Sekretär der Basler Bürgerwehr und hatte u. a. Kontakt zu Alfred Sarasin-Iselin und Albert Oeri, der u. a. Chefredaktor bei den Basler Nachrichten war.
Bischoff absolvierte bei den Basler Nachrichten ein Volontariat und arbeitete ab Mai 1921 als Lokalredaktor für die Zeitung, für die er bis kurz vor seinem Tod tätig war. Zudem war er von 1922 bis 1929 Sekretär der Liberalen Partei Basel. 1934 wurde er in den Basler Grossen Rat gewählt. Diesem gehörte er bis an sein Lebensende an. Als Kenner des Basler Finanzhaushaltes sass er zudem im Bankrat der Basler Kantonalbank.
Bischoff war 1924 Mitbegründer der Aviatik beider Basel, der Balair. Von 1925 bis 1939 war er Mitglied des Vorstandes des Verkehrsvereins und ab 1940 bis zu seinem Tod deren Präsident. Seiner Initiative ist es zu verdanken, dass 1942 die «Gesellschaft schweizerischer Kunsteisbahnen» gegründet wurde. Als deren Präsident stand er dieser bis 1958 vor.
In der Zwischenkriegszeit führte er als Hauptmann die Kompanie II/97 und leistete später Dienst als Adjutant eines Territorialregiments, mit dem er 1939 in den Aktivdienst zog. Später wurde er Nachfolger seines Freundes Hans De Bary-Staehelin (1894–1968) und leitete als Major das Stadtkommando Basel. Nach der Aufhebung des Stadtkommandos erhielt er das Kommando einer neu geschaffenen Flab-Abteilung und die Beförderung zum Oberstleutnant.
Bischoff trat 1913 in die Zunft zu Hausgenossen ein und war 1923 bereits in deren Vorstand. Ab 1940 war er Meister und blieb es bis zu seinem Lebensende. Auf seine Initiative hin wurde der Neubau des Zunfthauses realisiert.
Bischoff heiratete 1927 Frieda Elisabeth, geborene Koepfer (1902–1980). Seine letzte Ruhestätte fand er auf dem Wolfgottesacker in Basel. Der SP-Politiker und Chefredakteur der Basler Arbeiter-Zeitung Max Wullschleger (1910–2004) hielt einen Nachruf auf Bischoff.